# Eoophyla simplicialis
Eoophyla simplicialis is een vlinder uit de familie van de grasmotten (Crambidae), uit de onderfamilie van de Acentropinae. De wetenschappelijke naam van deze soort is voor het eerst gepubliceerd in 1876 door Pieter Snellen.
De voorvleugellengte van het mannetje is 12,5 millimeter.

## Ondersoorten
- Eoophyla simplicialis simplicialis (Snellen, 1876)
- Eoophyla simplicialis rufalis (Caradja, 1938)

## Verspreiding
De soort komt voor in China, Thailand en Indonesië (Java).